# Robert Maroye
Robert (Bob) Maroye (15 mei 1954) is een Belgisch voormalig hockeyer.

## Levensloop
Maroye was actief bij Royal Uccle Sport. Met deze club werd hij tussen 1975 en 1987 elfmaal landskampioen en werd hij in seizoen 1979-'80 verkozen tot Gouden Stick. Later ging hij aan de slag bij Royal Léopold, met deze club behaalde hij vier landstitels.
Daarnaast maakte hij deel uit van het Belgisch hockeyteam, waarmee hij onder meer deelnam aan de Olympische Zomerspelen van 1976.
Na zijn spelerscarrière ging hij aan de slag als coach bij Royal Léopold. Zijn schoonbroer Paul Urbain was eveneens actief in het hockey.